# 508-й истребительный авиационный полк
508-й истребительный авиационный полк (508-й иап) — воинская часть Военно-воздушных сил (ВВС) Вооружённых Сил РККА, принимавшая участие в боевых действиях Великой Отечественной войны.

## Наименования полка
За весь период своего существования полк несколько раз менял своё наименование:
- 508-й истребительный авиационный полк
- 213-й гвардейский истребительный авиационный полк
- 213-й гвардейский Одерский истребительный авиационный полк
- 213-й гвардейский Одерский ордена Александра Невского истребительный авиационный полк
- 213-й гвардейский Одерский орденов Богдана Хмельницкого и Александра Невского истребительный авиационный полк
- Полевая почта 10203

| МиГ-3 | Як-7 | ЛаГГ-3 |

## Создание полка
508-й истребительный авиационный полк сформирован 14 сентября 1941 года при 6-м запасном авиационном полку Орловского военного округа в г.Рассказово Тамбовской области за счёт выпускников Борисоглебской школы лётчиков.

## Переформирование полка
508-й истребительный авиационный полк 27 октября 1944 года за образцовое выполнение боевых задач и проявленные при этом мужество и героизм переименован в 213-й гвардейский истребительный авиационный полк.

## В действующей армии
В составе действующей армии:
- с 6 июля 1942 года по 26 марта 1943 года
- с 8 мая 1943 года по 17 июля 1943 года
- с 4 октября 1943 года по 27 октября 1944 года

## Командиры полка
- майор Олейников Фёдор Иванович[3], 14.09.1941 — 22.08.1942
- майор, подполковник Зайченко Сергей Данилович[3], 22.09.1942 — 04.1944
- майор, подполковник Делегей Николай Куприянович[3], 04.1944 — 30.01.1945

## В составе соединений и объединений
| Период        | Фронт (округ)             | армия                                | корпус                                            | дивизия                                             | примечание                                                           |
| ------------- | ------------------------- | ------------------------------------ | ------------------------------------------------- | --------------------------------------------------- | -------------------------------------------------------------------- |
| 14.09.1941 г. | Орловский военный округ   | ВВС округа                           |                                                   | 6-й запасной истребительный авиационный полк        | МиГ-3                                                                |
| 26.11.1941 г. | Орловский военный округ   | ВВС округа                           |                                                   | 6-й запасной истребительный авиационный полк        | переучивание на ЛаГГ-3                                               |
| 15.12.1941 г. | Орловский военный округ   | ВВС округа                           |                                                   | 6-й запасной истребительный авиационный полк        | 3-я аэ отправлена в Архангельск для переучивания на Хоукер Харрикейн |
| 03.02.1942 г. | Резерв ВГК                | авиация Резерва ВГК                  |                                                   |                                                     | ЛаГГ-3                                                               |
| 01.05.1942 г. | ПВО ТС                    | Московская зона ПВО                  | 6-й истребительный авиационный корпус ПВО         |                                                     | ЛаГГ-3                                                               |
| 06.07.1942 г. | Брянский фронт            | 1-я истребительная авиационная армия |                                                   | 288-я истребительная авиационная дивизия            | ЛаГГ-3                                                               |
| 09.07.1942 г. | Воронежский фронт         | 2-я воздушная армия                  |                                                   | 205-я истребительная авиационная дивизия            | ЛаГГ-3                                                               |
| 01.11.1942 г. | Воронежский фронт         | 2-я воздушная армия                  |                                                   | 205-я истребительная авиационная дивизия            | ЛаГГ-3, Як-7Б                                                        |
| 27.03.1943 г. | Приволжский военный округ | ВВС округа                           |                                                   | 13-й запасной истребительный авиационный полк       | Кузнецк, переучивание на Як-7Б                                       |
| 08.05.1943 г. | Резерв Ставки ВГК         | авиация Резерва Ставки ВГК           | 5-й истребительный авиационный корпус             | 205-я истребительная авиационная дивизия            | Як-7Б                                                                |
| 10.05.1943 г. | Воронежский фронт         | 2-я воздушная армия                  | 5-й истребительный авиационный корпус             | 205-я истребительная авиационная дивизия            | Як-7Б                                                                |
| 17.07.1943 г. | Воронежский фронт         | 2-я воздушная армия                  | 5-й истребительный авиационный корпус             | 205-я истребительная авиационная дивизия            | убыл на переучивание и доукомплектование                             |
| 01.08.1943 г. | Московский военный округ  | ВВС округа                           |                                                   | 22-й запасной истребительный авиационный полк       | город Иваново, переучивание на Р-39 «Аэрокобра»                      |
| 04.10.1943 г. | Степной фронт             | 5-я воздушная армия                  | 7-й истребительный авиационный корпус             | 205-я истребительная авиационная дивизия            | Р-39 «Аэрокобра»                                                     |
| 20.10.1943 г. | 2-й Украинский фронт      | 5-я воздушная армия                  | 7-й истребительный авиационный корпус             | 205-я истребительная авиационная дивизия            | Р-39 «Аэрокобра»                                                     |
| 08.07.1944 г. | 1-й Украинский фронт      | 8-я воздушная армия                  | 7-й истребительный авиационный корпус             | 205-я истребительная авиационная дивизия            | Р-39 «Аэрокобра»                                                     |
| 31.07.1944 г. | 1-й Украинский фронт      | 2-я воздушная армия                  | 7-й истребительный авиационный корпус             | 205-я истребительная авиационная дивизия            | Р-39 «Аэрокобра»                                                     |
| 27.10.1944 г. | 1-й Украинский фронт      | 2-я воздушная армия                  | 6-й гвардейский истребительный авиационный корпус | 22-я гвардейская истребительная авиационная дивизия | полк переименован в гвардейский, Р-39 «Аэрокобра»                    |

## Участие в операциях и битвах

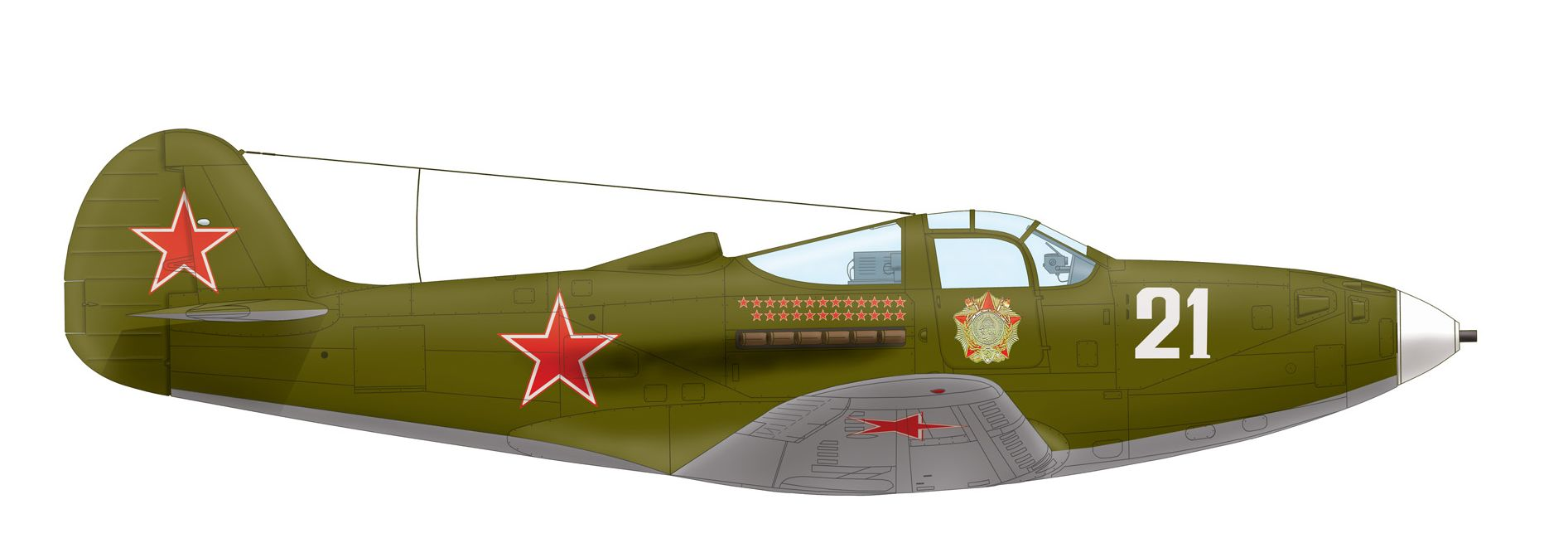
Самолёт Bell P-39Q Airacobra П. И. Чепиноги, осень 1944

- Противовоздушная оборона объектов тыла и промышленных объектов — с 1 мая 1942 года по 9 июля 1942 года
- Сталинградская битва — с 9 июля 1942 года по 2 февраля 1943 года.
- Среднедонская операция — с 16 декабря 1942 года по 30 декабря 1942 года.
- Острогожско-Россошанская операция — с 13 января 1943 года по 27 января 1943 года.
- Воронежско-Касторненская операция (1943) — с 24 января 1943 года по 2 февраля 1943 года.
- Харьковская операция (1943) — с 2 февраля 1943 года по 25 марта 1943 года.
- Курская битва- с 5 июля 1943 года по 23 июля 1943 года:

В мае-июне 1943 года, перед и во время Курской битвы, на построенном весной 1943 советском военном аэродроме в Грязное (Белгородская область) базировался 508-й иап 205-й иад 5-го иак 2-й воздушной армии СССР (командующий - генерал авиации Степан Красовский). Строительство аэродрома осуществили 5-я инженерно-минная бригада РГК (командир - подполковник В. Н. Столяров), маскировочная служба аэродромов 2-й ВА (начальник - майор В. И. Лукьянов) и мобилизованные местные жители. На аэродроме располагались 20-25 самолётов; рядом было построено такое же количество капониров (укрытий). 
Также рядом, в нескольких км от Грязного, находился фальшивый (ложный) аэродром для введения фашистов в заблуждение.
На ложном аэродроме находилась команда сапёров из 4 человек и красноармейцев из трёх человек, которые передвигали установленные макеты самолётов в соответствии с направлением ветра, изготовляли, ремонтировали (после вражеских налётов), "маскировали" макеты, имитировали стартовую службу и "обжитость" аэродрома. На аэродроме было установлено открыто по 11-18 макетов самолетов, от 3 до 8 макетов автомашин, построены две или три наблюдательные вышки и по три макета зенитных орудий; установлено от 12 до 18 чучел людей.
- Кировоградская операция — с 5 января 1944 года по 16 января 1944 года.
- Корсунь-Шевченковская операция — с 24 января 1944 года по 17 февраля 1944 года.
- Уманско-Ботошанская операция — с 5 марта 1944 года по 17 апреля 1944 года.
- Львовско-Сандомирская операция — с 13 июля 1944 года по 3 августа 1944 года.

## Благодарности Верховного Главнокомандующего
Верховным Главнокомандующим дивизии объявлены благодарности:
- За освобождение города Кировоград[5]

## Отличившиеся воины
- Архипенко Фёдор Фёдорович, майор, проходил службу в полку в должности командира эскадрильи 508-го истребительного авиационного полка 205-й истребительной авиационной дивизии, 27 июня 1945 года удостоен звания Герой Советского Союза. Золотая Звезда № 4820
- Делегей Николай Куприянович, майор, командир 508-го истребительного авиационного полка 205-й истребительной авиационной дивизии 7-го истребительного авиационного корпуса 5-й воздушной армии 1 июля 1944 года удостоен звания Герой Советского Союза. Золотая Звезда № 4280.
- Свистунов Анатолий Иванович, капитан, командир эскадрильи 213-го гвардейского истребительного авиационного полка 22-й гвардейской истребительной авиационной дивизии 6-го гвардейского истребительного авиационного корпуса 2-й воздушной армии 27 июня 1945 года удостоен звания Герой Советского Союза. Золотая Звезда № 6586
- Сергов Алексей Иванович, штурман 508-го истребительного авиационного полка 205-й истребительной авиационной дивизии 5-го истребительного авиационного корпуса 2-й воздушной армии, майор, 28 сентября 1943 года удостоен звания Герой Советского Союза. Золотая Звезда № 1496.
- Стройков Николай Васильевич, старший лейтенант, командир эскадрильи 213-го гвардейского истребительного авиационного полка 22-й гвардейской истребительной авиационной дивизии 6-го гвардейского истребительного авиационного корпуса 2-й воздушной армии 27 июня 1945 года удостоен звания Герой Советского Союза. Золотая Звезда № 7905
- Михалёв Василий Павлович, старший лейтенант, командир эскадрильи 508-го истребительного авиационного полка 205-й истребительной авиационной дивизии 7-го истребительного авиационного корпуса 5-й воздушной армии 1 июля 1944 года удостоен звания Герой Советского Союза. Золотая Звезда № 4430.
- Чепинога Павел Иосифович, командир эскадрильи 508-го истребительного авиационного полка 205-й истребительной авиационной дивизии 7-го истребительного авиационного корпуса 5-й воздушной армии 26 октября 1944 года удостоен звания Герой Советского Союза. Золотая Звезда № 4606.

## Статистика боевых действий
Всего за годы Великой Отечественной войны полком:
| Выполнено боевых вылетов | Сбито самолётов в воздухе за 1942—1944 гг. | Уничтожено самолётов всего за 1942—1944 гг. |
| ------------------------ | ------------------------------------------ | ------------------------------------------- |
| 3568                     | 283                                        | 283                                         |

Свои потери:
| Потеряно самолётов, всего | Погибло лётчиков всего |
| ------------------------- | ---------------------- |
| 96                        | 42                     |

## Самолёты на вооружении
| Период      | Самолёты       |
| ----------- | -------------- |
| 1941 — 1941 | МиГ-3          |
| 1941 — 1942 | ЛаГГ-3         |
| 1942 — 1943 | Як-7Б          |
| 1943 — 1946 | P-39 Airacobra |